# Tithaeus metatarsalis
Tithaeus metatarsalis is een hooiwagen uit de familie Tithaeidae. De originele naamcombinatie (protoniem) is Tithaeus metatarsalis Roewer, 1949. De huidige (vanaf 2023) geldig wetenschappelijke naam van Tithaeus metatarsalis Gaat terug op Carl Frederick Roewer.